# Les cloches de Corneville
Les cloches de Corneville (en español conocida como Las campanas de Carrión o Los condes de Carrión) es una opéra-comique en tres actos con música de Robert Planquette y libreto en francés de Louis Clairville y Charles Gabet basado en una obra de Gabet. Se estrenó en el Théàtre des Folies-Dramatiques de París, el 19 de abril de 1877.
A pesar de que las críticas fueron inicialmente dispares (la trama fue criticada por su parecido con La dame blanche y Martha), se convirtió probablemente en la opereta francesa más popular de todos los tiempos, con producciones exitosas en Londres y otros lugares. Tuvo 408 representaciones.  
El mismo año de su estreno absoluto la obra se adaptó al español por Luis Mariano de Larra estrenándose como Las campanas de Carrión en el Teatro de la Zarzuela de Madrid el 22 de diciembre. Luis de Larra y Osorio refundirá en un acto dos décadas después la adaptación de su padre, que se representará en el Gran Teatro de Madrid como Los condes de Carrión (23 de marzo de 1909). Las campanas de Carrión mantenía todavía popularidad en España en la década de 1910 como testimonia la grabación del vals por Emilio Sagi Barba con la Compañía Francesa del Gramófono.
Esta opereta es poco representada en la actualidad; en las estadísticas de Operabase aparece con sólo una representación en el período 2005-2010, siendo la primera y única obra de Planquette.

## Personajes
| Personaje                          | Tesitura | Reparto del estreno, 19 de abril de 1877 (Director:) |
| ---------------------------------- | -------- | ---------------------------------------------------- |
| Serpolette, que no sirve para nada | soprano  | Juliette Simon-Girard                                |
| Germaine, la marquesa perdida      | soprano  | Conchita Gélabert                                    |
| Henri, el marqués de Corneville    | tenor    | Ernest Vois                                          |
| Jean Grenicheux, un pescador       | tenor    | Simon-Max                                            |
| Gaspard, un avaro                  | barítono | Milher                                               |
| El alguacil                        |          | Luco                                                 |
| Gertrude                           |          |                                                      |
| Jeanne, bella de Corneville        |          |                                                      |
| Manette, belle de Corneville       |          |                                                      |
| Suzanne, belle de Corneville       |          |                                                      |
| Registrador                        |          |                                                      |
| Asesor                             |          |                                                      |
| Notario                            |          |                                                      |
| Lugareños y criados del marqués    |          |                                                      |